# Vita Sackville-West
Victoria Mary Sackville-West, Lady Nicolson, CH (Sevenoaks, 9 marzo 1892 – Sissinghurst, 2 giugno 1962), è stata una poetessa, scrittrice e botanica inglese, meglio nota come Vita Sackville-West, famosa per la sua relazione tempestosa con Virginia Woolf, per i suoi scritti sul giardinaggio e per la realizzazione del Giardino del Castello di Sissinghurst nel Kent.

## Biografia
Nacque nella Knole House, nel Kent, figlia di Lionel Sackville-West, III barone Sackville e di Victoria Sackville-West (quest'ultima era una cugina del marito, nata da una relazione extraconiugale del padre con una ballerina spagnola). Nel 1913 sposò Harold Nicolson, diplomatico, giornalista, membro del Parlamento e autore di biografie e racconti.
Il suo poema The Land vinse l'Hawthornden Prize nel 1927. Sia Vita che il marito ebbero varie e consecutive relazioni omosessuali extra matrimoniali. La relazione che ebbe gli effetti più profondi e duraturi nella storia personale di Vita fu quella con Violet Trefusis.
Appena i figli crebbero, Vita e Violet ebbero spesso occasione di realizzare piccole "fughe" (a partire dal 1918, in particolare in Francia, dove Vita usava vestirsi in abiti maschili in pubblico). Vita raccontò di questo periodo in un resoconto autobiografico che fu in seguito pubblicato dal figlio Nigel col titolo Portrait of a Marriage (il titolo fu deciso da Nigel, in quanto era sua intenzione distrarre l'attenzione dal fatto che si trattava del ritratto di una relazione extraconiugale). Il racconto Challenge, da lei pubblicato, fornisce un'ulteriore testimonianza della relazione: Vita e Violet avevano cominciato a scrivere il testo come opera a quattro mani.
Un'altra storia importante, l'ebbe con Virginia Woolf alla fine degli anni venti. Anche di questa relazione rimangono echi in un libro scritto dalla Woolf, Orlando.
La frequenza di tali relazioni (diverse altre si potrebbero menzionare) non impedì comunque una stretta relazione con il marito, come si può verificare da uno scambio di lettere quotidiano (il carteggio fu pubblicato anch'esso dal figlio Nigel), e da un'intervista che la coppia rilasciò alla BBC poco dopo la fine della seconda guerra mondiale.
È stata insignita della Veitch Memorial Medal dalla Royal Horticultural Society.

## La passione per i giardini

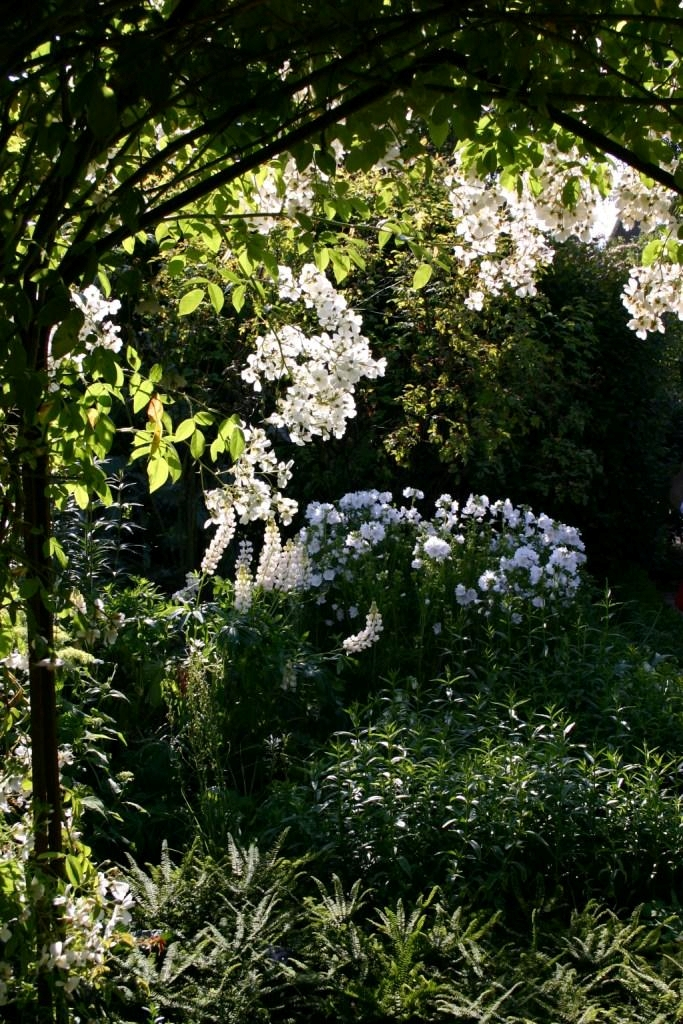
Scorcio del White Garden nel Giardino di Sissinghurst.

La passione di Vita Sackville-West per le piante e l'architettura dei giardini la rese molto più famosa delle sue opere letterarie.
Nel 1946 divenne collaboratrice per il giornale Observer per cui curò una rubrica di giardinaggio che, oltre a renderla famosa al suo tempo, ha influenzato la pratica dell'arte inglese nella cura dei giardini in maniera profonda.
Dopo aver sviluppato e messo in pratica le sue idee nel giardino della prima casa in cui visse assieme al marito (suo collaboratore nella progettazione e nella cura), Long Barn, assieme crearono da zero il Giardino del Castello di Sissinghurst.
Il Castello di Sissinghurst è oggi proprietà del National Trust. È il giardino più visitato d'Inghilterra, con circa 200.000 visitatori all'anno nonostante la chiusura invernale.

## Opere tradotte in italiano

### Poesia
- The Garden, 1946 (Il giardino, trad. di Silvia Bre, Elliot, Roma, 2013)

### Narrativa
- Heritage, 1919 (Legami, trad. di Elena Dal Pra, Il saggiatore, Milano, 2006)
- Challenge, 1923 (Sfida, trad. di Flora Dreher, Rusconi, Milano, 1982)
- Seducers in Ecuador, 1924 (Seduttori in Ecuador, trad. di Cagnoni & Coyaud, La tartaruga, Milano, 1987)
- The Edwardians, 1930 (La signora scostumata), trad. Mondadori, 1984 e Corbaccio 1995
- All Passion Spent, 1931 (Ogni passione spenta) trad. Mondadori,1935 e Il saggiatore, 2008
- Grand Canyon, 1942 (Grand Canyon, trad. di Elena Vitale, Mondadori, Milano, 1951)
- Devil at Westease, 1947 (Il diavolo a Westease, trad. di Marcella Hannau, Longanesi, Milano, 1954); NET, Milano, 2003; con il titolo Il diavolo nel villaggio, trad. di Marcella Hannau, Guanda, Parma, 1993; Il diavolo a Westease, trad. di Lisa Cecchi, Nilalienum edizioni, Roma, 2020
- The Easter Party, 1953 (Il signore scostumato, trad. di Orsola Nemi, Longanesi, Milano, 1953)

### Saggistica

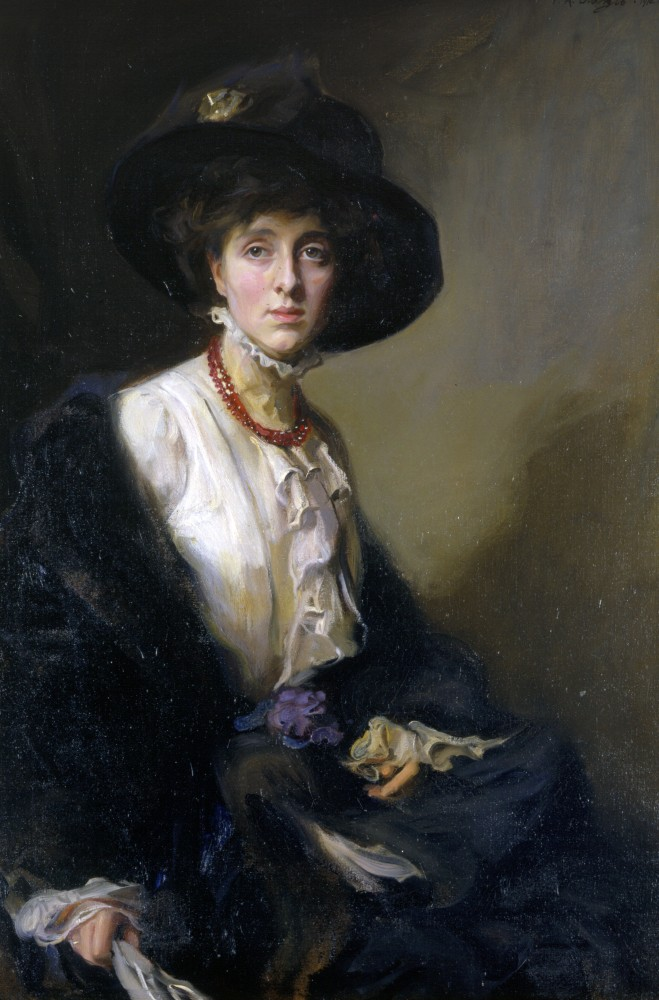
Vita Sackville-West in un dipinto di Philip de László (1910).

- Passenger to Teheran, 1926 (Il più personale dei piaceri : diari di viaggio, Persia 1926-1927, trad. di Marina Premoli, Garzanti, Milano, 1992; con il titolo Passaggio a Teheran, trad. di Marina Premoli, Il saggiatore, Milano, 2003)
- Twelve Days: an account of a journey across the Bakhtiari Mountains of South-western Persia, 1927 (Il più personale dei piaceri : diari di viaggio, Persia 1926-1927, trad. di Marina Premoli, Garzanti, Milano, 1992)
- Aphra Behn: the Incomparable Astrea, 1927 (Aphra Behn, trad. di Eleonora Chiavetta, Novecento, Palermo, 1990)
- Pepita, 1937 (Malagueña. Il romanzo di una ballerina, Longanesi, Milano, 1953)
- Some Flowers, 1937 (Fiori, trad. di Veronica La Peccerella, illustrazioni di Graham Rust, Elliot, Roma, 2014)
- English Country Houses, 1941 (Case di campagna inglesi, trad. di Luca Merlini, Passigli, Firenze, 1989, 2017; con il titolo Dimore di campagna inglesi, trad. di Maria De Pascale, Elliott, Roma, 2016)
- The Eagle and The Dove, 1943 (L'aquila e la colomba: Santa Teresa di Avila, Santa Teresa di Lisieux, trad. di Maria Gallone, Mondadori, Milano, 1946; con il titolo Teresa d'Avila, trad. di Maria Gallone, Mondadori, Milano, 2003)
- Garden Book, 1968 (Del giardino, trad. A. Pizzetti Vettori, a cura di Philippa Nicolson,  Rizzoli, Milano, 1975)
- The Illustrated Garden Book, 1986 (Il giardino alla Sackville-West, trad. di Marta Suatoni, Muzzio, Padova, 1991; con il titolo Un giardino per tutte le stagioni, Muzzio, Padova, 2002; con il titolo Il libro illustrato del giardino, a cura di Robin Lane Fox, Elliot, Roma, 2013

### Carteggi
- Adorata creatura. Le lettere di Vita Sackville-West a Virginia Woolf, Louise DeSalvo, Mitchell A. Leaska.
- Virginia Woolf - Vita Sackville-West, Scrivi sempre a mezzanotte. Lettere d'amore e desiderio (a cura di Elena Munafò, traduzione di Sara De Simone e Nadia Fusini), Donzelli, Roma, 2019, ISBN 978-88-6843-883-8.

## Ascendenza
|                                                |                                            |                                            | Genitori                                      |  |  | Nonni |  |  | Bisnonni                           |  |  | Trisnonni                          |  |
|                                                |                                            |                                            |                                               |  |  |       |  |  | 8. George West, V conte De La Warr |  |  | 16. John West, IV conte De La Warr |  |
|                                                |                                            |                                            |                                               |  |  |       |  |  | 8. George West, V conte De La Warr |  |  | 16. John West, IV conte De La Warr |  |
|                                                |                                            | 17. Catherine Leijel                       |                                               |  |  |       |  |  | 8. George West, V conte De La Warr |  |  |                                    |  |
| 4. William Sackville-West                      |                                            |                                            |                                               |  |  |       |  |  | 8. George West, V conte De La Warr |  |  |                                    |  |
|                                                |                                            | 9. Elizabeth Sackville                     | 18. John Sackville, III duca di Dorset        |  |  |       |  |  |                                    |  |  |                                    |  |
|                                                |                                            | 9. Elizabeth Sackville                     | 18. John Sackville, III duca di Dorset        |  |  |       |  |  |                                    |  |  |                                    |  |
|                                                |                                            | 9. Elizabeth Sackville                     | 19. Arabella Diana Cope                       |  |  |       |  |  |                                    |  |  |                                    |  |
| 2. Lionel Sackville-West, III barone Sackville |                                            | 9. Elizabeth Sackville                     |                                               |  |  |       |  |  |                                    |  |  |                                    |  |
|                                                |                                            | 10. George Dodwell                         | …                                             |  |  |       |  |  |                                    |  |  |                                    |  |
|                                                |                                            | 10. George Dodwell                         | …                                             |  |  |       |  |  |                                    |  |  |                                    |  |
|                                                |                                            | 10. George Dodwell                         | …                                             |  |  |       |  |  |                                    |  |  |                                    |  |
| 5. Georgina Dodwell                            |                                            | 10. George Dodwell                         |                                               |  |  |       |  |  |                                    |  |  |                                    |  |
|                                                |                                            | 11. Victoria Gethin                        | 22. Richard Gethin                            |  |  |       |  |  |                                    |  |  |                                    |  |
|                                                |                                            | 11. Victoria Gethin                        | 22. Richard Gethin                            |  |  |       |  |  |                                    |  |  |                                    |  |
|                                                |                                            | 11. Victoria Gethin                        | 23. Catherine Jones                           |  |  |       |  |  |                                    |  |  |                                    |  |
| 1. Vita Sackville-West                         |                                            | 11. Victoria Gethin                        |                                               |  |  |       |  |  |                                    |  |  |                                    |  |
|                                                | 12. George West, V conte De La Warr (= 8.) | 24. John West, IV conte De La Warr (= 16.) |                                               |  |  |       |  |  |                                    |  |  |                                    |  |
|                                                | 12. George West, V conte De La Warr (= 8.) | 24. John West, IV conte De La Warr (= 16.) |                                               |  |  |       |  |  |                                    |  |  |                                    |  |
|                                                | 12. George West, V conte De La Warr (= 8.) | 25. Catherine Leijel (= 17.)               |                                               |  |  |       |  |  |                                    |  |  |                                    |  |
| 6. Lionel Sackville-West, II barone Sackville  | 12. George West, V conte De La Warr (= 8.) |                                            |                                               |  |  |       |  |  |                                    |  |  |                                    |  |
|                                                |                                            | 13. Elizabeth Sackville (= 9.)             | 26. John Sackville, III duca di Dorset(= 18.) |  |  |       |  |  |                                    |  |  |                                    |  |
|                                                |                                            | 13. Elizabeth Sackville (= 9.)             | 26. John Sackville, III duca di Dorset(= 18.) |  |  |       |  |  |                                    |  |  |                                    |  |
|                                                |                                            | 13. Elizabeth Sackville (= 9.)             | 27. Arabella Diana Cope (= 19.)               |  |  |       |  |  |                                    |  |  |                                    |  |
| 3. Victoria Sackville-West                     |                                            | 13. Elizabeth Sackville (= 9.)             |                                               |  |  |       |  |  |                                    |  |  |                                    |  |
|                                                |                                            | 14. Pedro Durán                            | …                                             |  |  |       |  |  |                                    |  |  |                                    |  |
|                                                |                                            | 14. Pedro Durán                            | …                                             |  |  |       |  |  |                                    |  |  |                                    |  |
|                                                |                                            | 14. Pedro Durán                            | …                                             |  |  |       |  |  |                                    |  |  |                                    |  |
| 7. Josefa Durán y Ortega                       |                                            | 14. Pedro Durán                            |                                               |  |  |       |  |  |                                    |  |  |                                    |  |
|                                                |                                            | 15. Catalina Ortega                        | …                                             |  |  |       |  |  |                                    |  |  |                                    |  |
|                                                |                                            | 15. Catalina Ortega                        | …                                             |  |  |       |  |  |                                    |  |  |                                    |  |
|                                                |                                            | 15. Catalina Ortega                        | …                                             |  |  |       |  |  |                                    |  |  |                                    |  |
|                                                |                                            | 15. Catalina Ortega                        |                                               |  |  |       |  |  |                                    |  |  |                                    |  |